# Unlight Domain
Unlight Domain es una agrupación de black metal de Cuba fundada el 6 de junio de 2005 en la Universidad de Matanzas.
Esta banda se caracteriza por hacer un black metal con muchos arreglos, rápido, técnico e intenso, cuidando mucho el nivel de sus textos. Ha lanzado dos demos y dos álbumes hasta el momento.
El primer demo salió en julio del 2005 con seis temas llevando el mismo nombre de la banda.
El segundo se dio a conocer en agosto de 2007 bajo el nombre de Shadows, Blood and the Unholyone también con seis temas.
El primer álbum del grupo se terminó en noviembre de 2008 bajo el título de Descensus Averni con nueve canciones.
Ruins of Creation es el segundo álbum de la banda y fue lanzado en enero de 2013 con once canciones. Este salió junto al DVD Alive in Ruins, el primero del grupo.
La banda ha sido considerada una parte importante dentro de la escena cubana del metal extremo, junto con otros grupos como Ancestor, Narbeleth, Combat Noise.

## Comienzos
En el año 2005 en la ciudad de Matanzas surge el proyecto Unlight Domain basado en la idea de Iván Leonard que asume los roles de guitarrista y director, y Jordany Pérez que hasta ese momento era baterista de Puertas Negras. A ellos se les suma José Blanco en la voz y más adelante Liúber Sobrino que tocaba el bajo en Amenthis.
La banda aún no tenía nombre cuando graban sus dos primeros temas, In the Name of Satan y Dark Battle.
El nombre surge cuando en una discusión entre José Blanco y Aramis Laurencio, quien más tarde sería representante y letrista del grupo, surgen dos nombres: Aramís propone Unlight mientras José prefiere Domain. Al final deciden unir las dos palabras y así nace Unlight Domain.

## Primeras grabaciones
En julio del 2005 el grupo graba otros cuatro temas que unidos a los dos anteriores le dan forma al primer demo bajo el título de Unlight Domain.
En esta etapa la música de la banda era algo plana y lineal, haciéndose sentir las influencias musicales que tenía el grupo. Los integrantes quedaron muy inconformes con la producción en este demo donde toda la música fue compuesta por Iván Leonard y los textos fueron escritos por Aramis Laurencio, José Blanco e Iván.
A pesar de esas limitaciones este fonograma alcanza una nominación como mejor demo metal en Cuerda Viva, un programa televisivo que promueve el metal y otros géneros musicales alternativos en Cuba. El grupo es también nominado como mejor banda novel y banda más popular.
El segundo demo, Shadows, Blood and the Unholyone, es terminado en agosto del 2007. Aquí Unlight Domain comienza a mostrar un estilo propio de hacer black metal. Dejando influencias musicales a un lado la composición alcanza un mayor nivel en las seis canciones de este demo. El tema Mordor´s Dark Forces, basado en la trilogía "El Señor de los Anillos" de J.R.R. Tolkien se convierte inmediatamente en uno de los himnos de la banda. La producción en este demo es superior al anterior aunque no alcanza los niveles deseados por el grupo. Toda la música fue compuesta por Iván Leonard y todas las letras fueron escritas por Aramis Laurencio.
Este trabajo también alcanzó una nominación en Cuerda Viva en la categoría de mejor demo metal.
La canción From the Shadows es escogida por la discográfica cubana Bis Music para ser incluida en el disco Rock Vivo, un compilatorio donde aparecen algunas de las bandas de rock más importantes del país.

## Descensus Averni
Debido a las inconformidades de la banda con la calidad de las producciones el grupo decide crear su propio estudio de grabación bajo el nombre de Supremacy Studio, donde, a pesar de tener unos recursos muy modestos, la banda comienza a alcanzar las sonoridades que realmente deseaba. A partir de ese momento Iván se convierte en el productor de los discos de Unlight Domain.
Así es como Descensus Averni, el primer álbum de la agrupación, es liberado en octubre del 2008 representando un gran salto evolutivo en el quehacer de esta banda. En cada una de sus nueve canciones se aprecia un estilo sólido y muy maduro donde los arreglos son más complejos, profundos y fríos.
Algo curioso es el tema que le da nombre al disco, un instrumental que se aleja de la sonoridad black metalera y se acerca más al heavy metal donde se puede apreciar el nivel alcanzado por el grupo. Este álbum también incluye una versión del tema Waiting perteneciente al primer demo. Aquí toda la música vuelve a ser de Iván Leonard y Aramis Laurencio escribe todas las letras.
Este disco fue nominado en Cuerda Viva, en Cubademo y en Cubadisco, el evento más importante de la música en Cuba.
Dos años después el tema Inner Demons se regrabaría para la filmación del primer videoclip oficial del grupo.

## El primer Split de la historia del Metal en Cuba
A finales del 2008 se realiza en México el lanzamiento de un CD producido por American Line Production. Se trata de un Split CD que Unlight Domain comparte con la banda de black thrash Ancestor. Este trabajo incluye los seis temas del primer demo del grupo y se convierte en el primer split CD en la historia del metal en Cuba.
Es en este periodo que Jordany Pérez decide abandonar al grupo realizando su último concierto con Unlight Domain en diciembre de 2008. Meses más tarde la batería sería ocupada por Andry Hernández, exmiembro de Ancestor.
En 2011 Liúber Sobrino se marcha a vivir a España siendo sustituido por Camilo Vera en el bajo.

## Las ruinas de la creación
En noviembre de 2012 comienza la grabación del segundo álbum de estudio de Unlight Domain, Ruins of Creation, en los Supremacy Studio de la banda. El lanzamiento de dicho álbum ocurre en enero de 2013. Junto con el álbum se lanza el primer DVD del grupo bajo el título Alive in Ruins.
Ruins of Creation es muy superior en todos los sentidos a los anteriores trabajos de la banda. Por primera vez el grupo se siente a gusto con la producción lograda. Musicalmente es aún más técnico que el Descensus Averni. Aquí ya se puede hablar de una manera de hacer y un sonido Unlight Domain.
Este álbum es más que un conjunto de canciones, es un álbum conceptual. Las primeras siete canciones abordan un mismo tema: la autodestrucción del hombre y la necesidad de encontrar nuevos caminos. El último tema, Beneath the Mask, es un outro que retoma esta idea. El riff de Summon, el primer corte del disco, se vuelve a sentir en The Age of Man mientras que algunos versos se repiten en varios temas creando así una sólida unidad en el conjunto del álbum.
El diseño también resulta interesante. Siguiendo la secuencia de la cubierta, la impresión del CD y la del DVD se puede observar la desaparición de un poder que solo agrava los problemas de la humanidad.
Aquí la composición musical se comparte entre Iván Leonard y Camilo Vera mientras Aramis Laurencio sigue a cargo de las letras.
En 2014 Andry se marcha a vivir a Brasil y su lugar en la batería es ocupado por Yasell Gómez.

## Unended Freedom Tale
Actualmente la banda se encuentra trabajando en su próximo álbum que llevará por nombre "Unended Freedom Tale", un trabajo conceptual sobre la historia y la actualidad de Cuba que conceptualmente será distinto a los trabajos anteriores pero que en cuanto a los arreglos musicales es una continuación del trabajo del grupo. 

Unlight Domain es una de las bandas más activas del país. Ha tocado en todos los festivales de metal que se realizan en Cuba y se mantiene ofreciendo conciertos constantemente, logrando así una sólida base de seguidores. 

## Premios y nominaciones
| Premio      | Año  | Categoría                                          | Nominación                       | Resultado |
| ----------- | ---- | -------------------------------------------------- | -------------------------------- | --------- |
| Cuerda Viva | 2006 | Premio Cuerda Viva al Mejor Demo de Metal          | Unlight Domain                   | Nominado  |
| Cuerda Viva | 2006 | Premio Cuerda Viva a la Mejor Banda Novel del país | Unlight Domain                   | Nominado  |
| Cuerda Viva | 2008 | Premio Cuerda Viva al Mejor Demo de Metal          | Shadows, Blood and the Unholyone | Nominado  |
| Cuerda Viva | 2009 | Premio Cuerdaviva al Mejor Álbum de Metal          | Descensus Averni                 | Nominado  |
| Cuba Demo   | 2009 | Premio Cubademo al Mejor Álbum de Rokc/Metal       | Descensus Averni                 | Nominado  |
| Cuba Disco  | 2012 | Premio Cubadisco al Mejor Álbum de Rock/Metal      | Descensus Averni                 | Nominado  |
| Cuba Disco  | 2013 | Premio Cubadisco al Mejor Álbum Metal              | Ruins of Creation                | Nominado  |
| Cuerda Viva | 2013 | Premio Cuerda Viva al Mejor Álbum Metal            | Ruins of Creation                | Nominado  |

## Discografía

### Demos

#### Unlight Domain (2005)
1. Unlight Domain
2. Waiting
3. Supremacy
4. Requiem for the Earth
5. Dark Battle
6. In the Name of Satan

#### Shadows, Blood and the Unholyone (2007)
1. From the Shadows
2. Emperor Satan
3. Three Moons
4. Mordor’s Dark Forces
5. Shadows, Blood and the Unholyone
6. The Arrival of an Unholy Era

### Álbumes de estudio

#### Descensus Averni (2008)
1. Soulless
2. Carpe Noctem
3. Sacred Land
4. Antrum Doloriis
5. Rotten Old Tree
6. King of Revenge
7. Inner Demons
8. Descensus Averni
9. Waiting (2008 version)

#### Ruins of Creation (2013)
1. Summon
2. Pagan Lore
3. Dressed in Twilight
4. The Age of Man
5. Blacken
6. Twisted Map of Hell
7. Deus Ex
8. Masters of Frustration
9. Ritual of the Six
10. Rising Demise (Inner Demons II)
11. Beneath the Mask